# Chasseurs d'Afrique
Chasseurs d'Afrique var en let kavalerienhed i stil med den franske fremmedlegion. Udover talrige kampagner i Afrika har dette regiment også tjent i Krim-krigen, Den Fransk-Preussiske krig og begge verdenskrige. Algerisk uafhængighed gjorde en ende på korpset i 1962 efter mere end 100 års tjeneste.
|  | Denne artikel om en virksomhed kan blive bedre, hvis der indsættes et (bedre) billede. Du kan hjælpe ved at afsøge Wikimedia Commons for et passende billede eller lægge et op på Wikimedia Commons med en af de tilladte licenser og indsætte det i artiklen. |